# Solieria gagatea
Solieria gagatea là một loài ruồi trong họ Tachinidae.